# Ludivine Michel
Ludivine Michel (15 september 1980) is een Belgische voormalige
atlete, die gespecialiseerd was in de middellange afstand. Zij werd viermaal Belgisch kampioene.

## Loopbaan
In 1997 veroverde Michel op de 800 m goud op het Europees Jeugd Olympisch Festival. Het jaar nadien nam ze deel aan de wereldkampioenschappen U20, waar ze werd uitgeschakeld in de halve finale. Op de Europese kampioenschappen U20 werd ze in 1999 zesde.
In 1999 veroverde Michel op de 800 m de Belgische indoortitel. Het jaar nadien veroverde ze zowel de indoor- als de outdoortitel. In 2001 volgde een derde en laatste indoortitel. Ze begon haar carrière bij Malmedy AC en stapte nadien over naar LAC Eupen.

## Belgische kampioenschappen
Outdoor
| Onderdeel | Jaar |
| --------- | ---- |
| 800 m     | 2000 |

Indoor
| Onderdeel | Jaar             |
| --------- | ---------------- |
| 800 m     | 1999, 2000, 2001 |

## Persoonlijke records
Outdoor
| Onderdeel | Prestatie | Datum            | Plaats |
| --------- | --------- | ---------------- | ------ |
| 800 m     | 2.03,69   | 13 augustus 1999 | Namen  |

## Palmares

### 800 m
- 1997:  EJOF in Lissabon - 2.09,64
- 1997:  BK AC - 2.09,68
- 1998:  BK indoor AC - 2.08,51
- 1998:  BK AC - 2.04,15
- 1998: 6e ½ fin. WK junioren in Annecy - 2.07,27
- 1999:  BK indoor AC - 2.07,72
- 1999: 6e EK junioren in Riga - 2.04,53
- 2000:  BK indoor AC - 2.10,88
- 2000:  BK AC - 2.04,80
- 2001:  BK indoor AC - 2.14,33
- 2002:  BK indoor AC - 2.13,03
- 2004:  BK AC - 2.07,50
- 2005:  BK indoor AC - 2.08,81
- 2005:  BK AC - 2.06,69

### 1500 m
- 1996:  BK AC - 4.28,89

## Onderscheidingen
- 1997: Gouden Spike voor beste belofte